# Nowa Kaletka

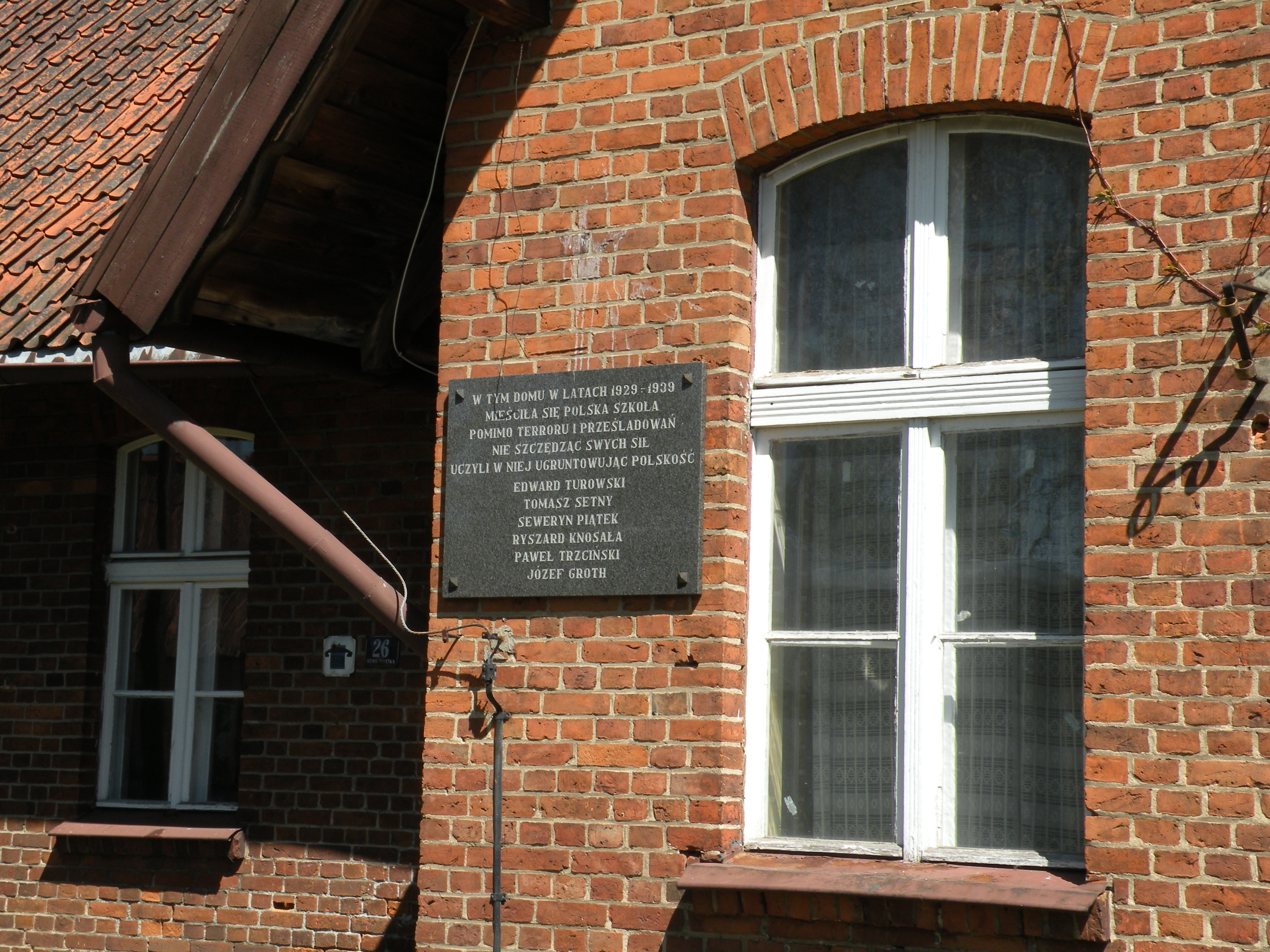
Nowa Kaletka, tablica pamiątkowa na budynku dawnej szkoły polskiej.

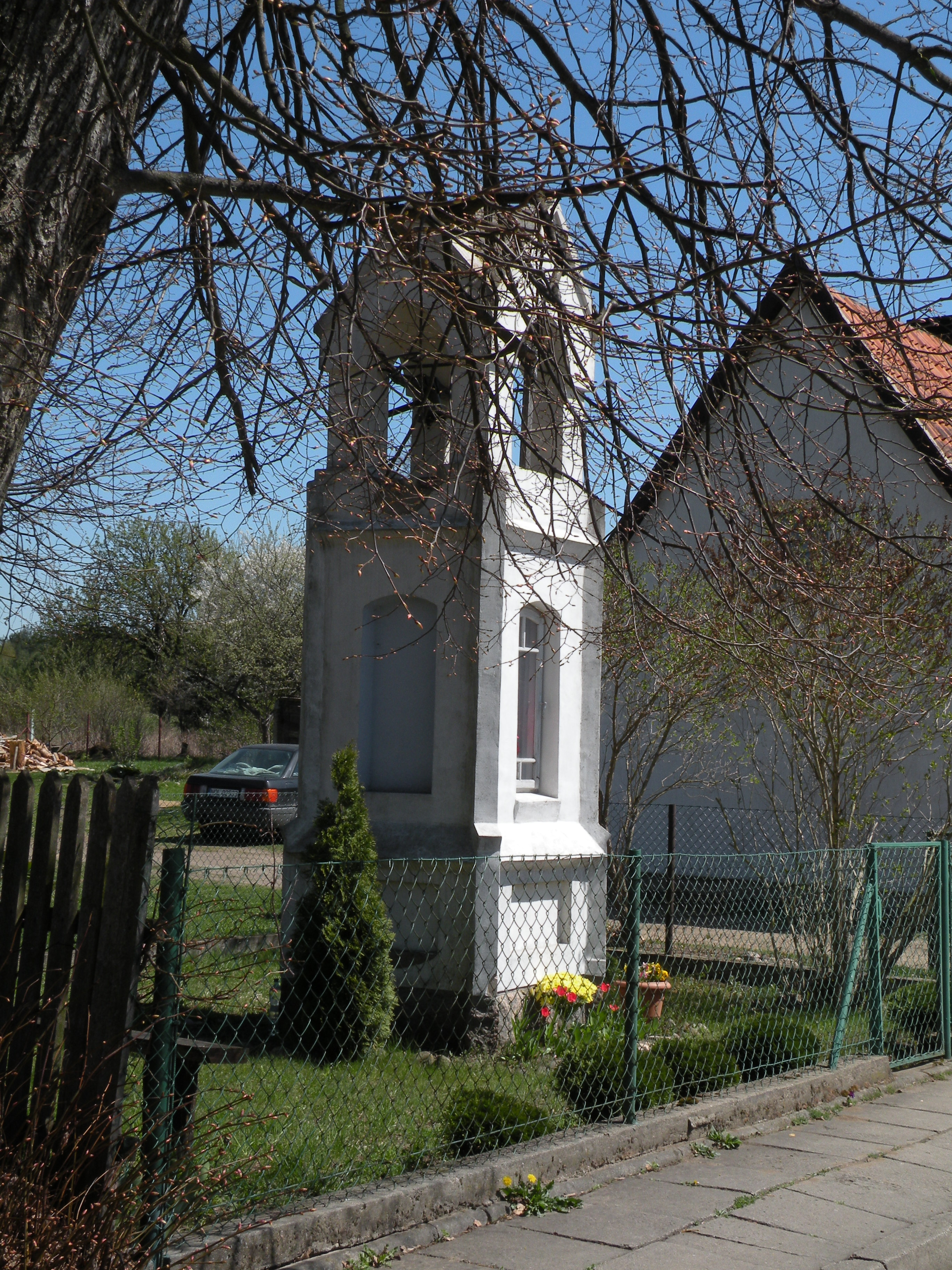
Nowa Kaletka, kapliczka warmińska

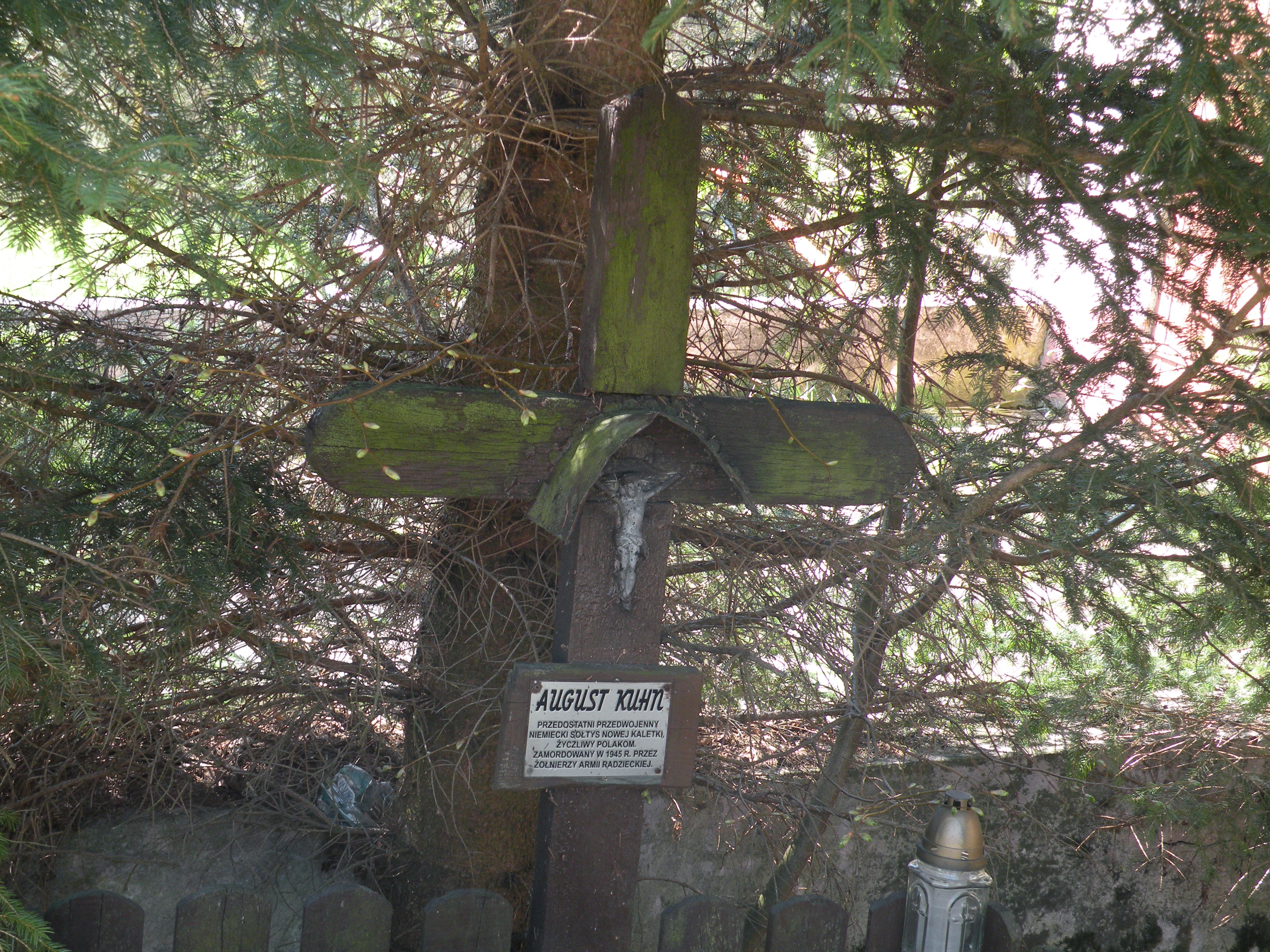
Nowa Kaletka, mogiła we wsi z 1945 r.

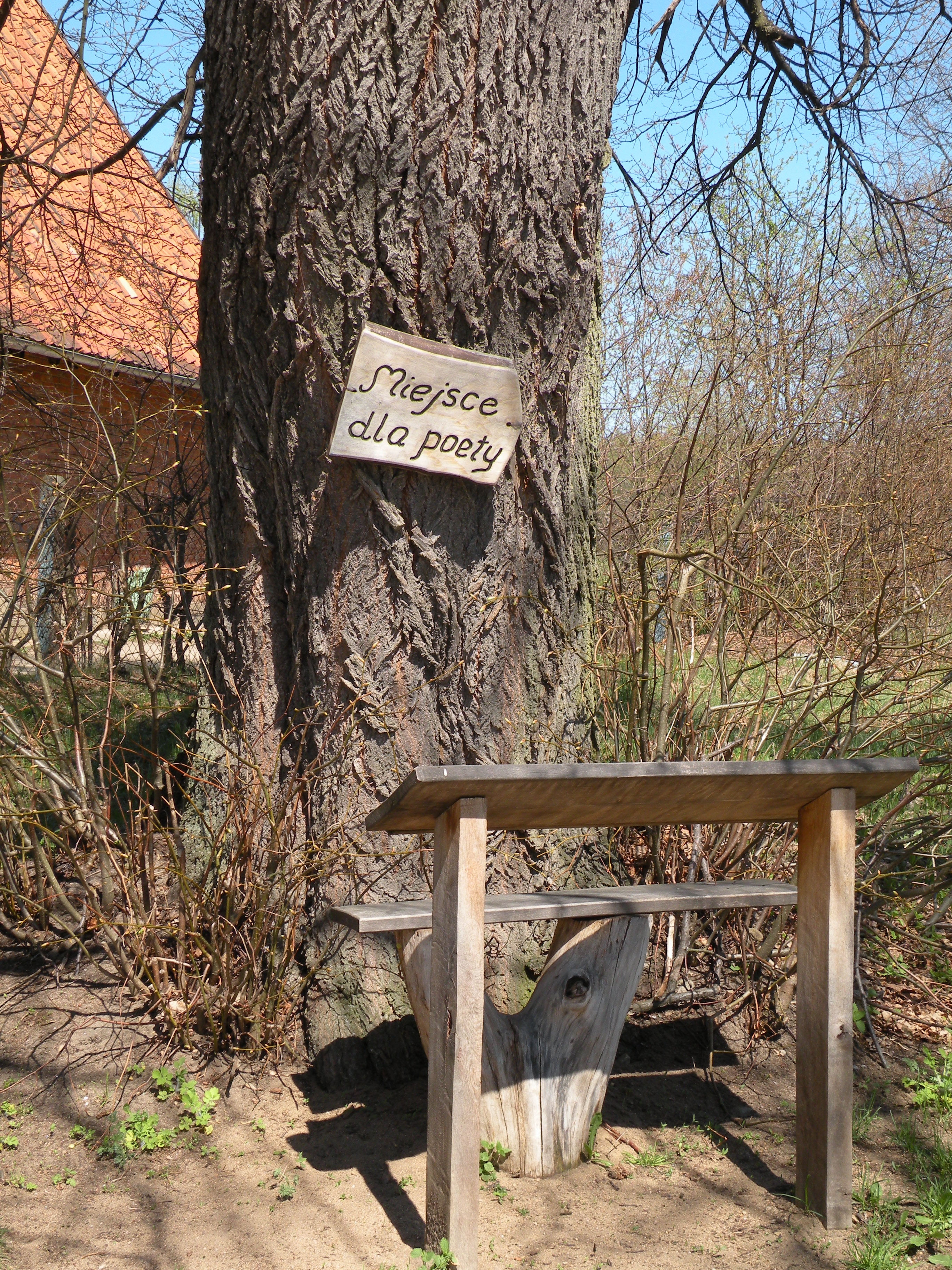
Nowa Kaletka, miejsce dla poety

Nowa Kaletka (niem. Neu Kaletka, 1938–1945 Herrmannsort) – wieś w Polsce położona nad jeziorem Gim, w województwie warmińsko-mazurskim, w powiecie olsztyńskim, w gminie Purda. W latach 1975–1998 miejscowość administracyjnie należała do województwa olsztyńskiego.
Wieś sołecka, znajduje się w historycznym regionie Warmia, położona nad jeziorem Gim, 26 km na południowy wschód od Olsztyna, w krajobrazie rolniczym i leśnym, z zadrzewieniami przydrożnymi oraz śródpolnymi. We wsi znajduje się przystanek komunikacji publicznej. W budynku dawnej szkoły mieści się siedziba Towarzystwa Przyjaciół Gimu oraz świetlica dla dzieci i młodzieży. Nowa Kaletka leży w obrębie nadleśnictw Jedwabno i Nowe Ramuki. Jest to obecnie wieś letniskowa z kilkoma ośrodkami wypoczynkowymi oraz dużą liczbą indywidualnych domków letniskowych. Jej atrakcyjność obniża brak kanalizacji.

## Historia
Wieś powstała w 1827 r. wyniku podziału istniejącej od XVII w. wsi Kaletka (pochodzenie nazwy wsi niektórzy wywodzą od nazwiska smolarza, który pierwszy tu się osiedlił, ale istnieje też wersja od słowa kaletka, tzn. małej torebki na pieniądze ewentualnie sakiewki). Wcześniej była to kolonia Kaletki, powstała na karczowisku leśnym. Dawniej głównym źródłem dochodów była gospodarka leśna, ponieważ gleby są tu bardzo słabe. Mieszkańcy wsi utrzymywali się ze zbierania grzybów i jagód, po które przyjeżdżały transporty z Królewca. Trudnili się także wyrębem lasu i wywózką drewna. Początkowo w całej wsi była tylko zabudowa drewniana. W 1876 r. Nowa Kaletka uzyskała status samodzielnej gminy wiejskiej, a mieszkało w niej więcej osób niż w Kaletce (Stara Kaletka). Szkoła w Nowej Kaletce powstała w XIX w. Uczył się w niej m.in. poeta warmiński Michał Lengowski. W celu germanizacji zamieszkującej wieś ludności polskiej skierowano do szkoły niemieckiego nauczyciela, który nie znając języka polskiego, nie mógł się porozumieć z uczniami ani z rodzicami. Działacze polscy utworzyli polską szkołę z dobrze zaopatrzoną biblioteką. Szkołę tę otwarto 10 kwietnia 1929 r. Działała ona do 1939 r. (do wybuchu drugiej wojny światowej). W polskiej szkole uczyli: Edward Turowski, Tomasz Setny, Józef Groth, Paweł Trzciński, Ryszard Knosała, Seweryn Piątek. Powstało także przedszkole polskie (w 1928 r.) oraz drużyna harcerska, którą prowadziła Otylia Grotowa (Otylia Teschner-Grotowa). W tym czasie w Nowej Kaletce aż 30 osób należało do Związku Polaków w Niemczech.
Wieś, w której dominowały drewniane domy, została częściowo zniszczona podczas pożaru z czerwca 1930 r.. Pożar zniszczył 19 gospodarstw. Władze przyznały pogorzelcom wysokie odszkodowania lub udzieliły pożyczek na dogodnych warunkach, celem odbudowy wsi. Po wybudowaniu nowych domów wybuchła nowa fala pożarów. Prawdopodobnie mieszkańcy pozazdrościli pogorzelcom lepszych, nowych domów i korzystnych pożyczek. Dopiero gdy jeden z tutejszych podpalaczy nie zauważył, że w stodole pozostali dwaj śpiący jego synowie (spalili się żywcem), we wsi ustały pożary.
W 1935 r. we wsi było 268 katolików (parafia w Butrynach), z których 67 deklarowało język polski jako macierzysty, a 57 zarówno polski, jak i niemiecki. W 1938 ówczesne władze niemieckie, w ramach akcji germanizacyjnej, zmieniły urzędową nazwę wsi z Neu Kaletka (funkcjonowała od 1827 r.) na Hermansort. W 1945 r., gdy w styczniu dotarła Armia Czerwona do Nowej Kaletki, ludność cywilna potraktowana została bardzo okrutnie. We wsi i wokół wsi pozostało wiele mogił.
W 2013 r. we wsi mieszkało 175 osób.

## Zabytki
- Zabytkowe budynki drewniane. Wieś, mimo pożaru w 1930, zachowała zabytkową, drewnianą zabudowę (np. domy nr 7, 39).
- Przedszkole z początków XX w.
- Pierwsza polska szkoła (powstała 10 kwietnia 1929). Szkołę zbudowano w stylu podobnym do wszystkich innych pruskich szkół, powstałych częściowo za odszkodowania od Francuzów. Murowany obiekt przetrwał w prawie nienaruszonym stanie wielki pożar. Niemcy zamknęli polską szkołę na pewien czas pod pretekstem urządzenia schroniska ofiarom pożaru. Obecnie w budynku szkoły znajduje się siedziba Towarzystwa Przyjaciół Gimu.
- Dwie warmińskie kapliczki, jedna ufundowana przez Michała Hermańskiego z 1874.
- Groby przy drodze, w tym grób przedwojennego sołtysa przychylnego Polakom.

## Ludzie związani z miejscowością
- Michał Lengowski – poeta warmiński, uczył się w tutejszej szkole
- Ryszard Knosała – nauczyciel w polskiej szkole w Nowej Kaletce
- Edward Turowski – nauczyciel w polskiej szkole w Nowej Kaletce